# Happy Game
Happy Game è un videogioco di tipo horror adventure, sviluppato e pubblicato da Amanita Design. Il gioco è stato pubblicato il 28 Ottobre 2021 per Microsoft Windows tramite Steam e Nintendo Switch.

## Trama
Un ragazzino si addormenta ed ha un terribile incubo. Deve riuscire a superare tre diversi terribili incubi prima di trovare di nuovo la felicità.

## Modalità di gioco
Happy Game è un videogioco punta e clicca, con uno stile simile a quello dei vecchi titoli di Amanita Design ma con una atmosfera più cupa. Il giocatore deve attraversare tre mondi mentre risolve vari enigmi lungo la sua strada. C'è anche la possibilità di imbattersi in molte creature che cercheranno di uccidervi, dalle quali bisognerà scappare attuando delle rapide azioni.